# Tord Wiksten
Tord Wiksten   (Skellefteå, 30 de juny de 1971) és un biatleta suec, ja retirat, que va competir durant les dècades de 1990 i 2000.
Durant la seva carrera esportiva va prendre part en tres edicions dels Jocs Olímpics d'Hivern, el 1992 i 1998 i 2002, sempre disputant proves del programa de biatló. El millor resultat que aconseguí fou una medalla de bronze en la prova del relleu 4x7,5 quilòmetres dels Jocs d'Albertville de 1992. En aquesta prova formà equip amb Ulf Johansson, Leif Andersson i Mikael Löfgren.
En el seu palmarès també destaca el campionat del món júnior de 1990 en la prova d'esprint. Un cop retirat va crear una empresa per organitzar activitats relacionades amb el biatló, exercí de comentarista de televisió i fou membre de l'equip tècnic de la Federació Sueca de biatló.